# Ferrari 150º Italia
El Ferrari 150º Italia es un monoplaza de Fórmula 1 construido por la Scuderia Ferrari para competir en la temporada 2011 de Fórmula 1. Fue pilotado por Fernando Alonso y Felipe Massa.

## Presentación
El coche fue mostrado al público en el cuartel general de Ferrari en Maranello, Italia el 28 de enero de 2011, un año después de su antecesor, el Ferrari F10. La denominación del coche, el F150th Italia, ha sido elegida para celebrar el 150.º aniversario de la unificación italiana.
En un primer momento el monoplaza con el que Ferrari competiría durante la Temporada 2011 se llamaría F150 pero debido a ese nombre, Ford Motor Company presentó una queja ante el Tribunal del Distrito de Detroit alegando que Ferrari se había apropiado indebidamente de la marca registrada F-150 al llamar a su coche de carreras F150. Ford pidió al tribunal que prohibiese a Ferrari utilizar dicha denominación, y exigió el pago de daños no especificados, que incluirían 100.000 dólares en virtud de una normativa estadounidense. Ferrari, que ya había concluido los test invernales en Valencia con el F150, respondió durante el primer día de test en Jerez modificando el nombre del monoplaza, que a partir de ahora se llamará "F150th Italia", en aras de evitar mayores problemas judiciales.
A primera vista, el coche se parecía al Ferrari F10, pero presentaba novedades: el morro es mucho más elevado, las entradas de aire han sido reducidas, ha desaparecido la aleta de tiburón, el motor parece colocado mucho más alto y la parte posterior ha sido reducida también. Cabe recordar que este año, los coches llevan KERS y desaparecen el difusor doble y el F-duct.
En esa misma tarde, Fernando Alonso, y más tarde, Felipe Massa dieron unas cuantas vueltas al Circuito de Fiorano situado en Italia para rodar unos anuncios publicitarios y probar sus sensaciones al volante del nuevo monoplaza.

## Críticas a su nombre
En un principio, el nombre del monoplaza era F150, pero desde la presentación de este modelo, han surgido rumores de que Ford Motor Company podría llevar a la Scuderia Ferrari ante los tribunales. El problema surge porque uno de los modelos estrella de la gama de Ford para Norteamérica se llama también F-150, una nomenclatura que esta empresa lleva usando décadas para su modelo pick-up, que además es el más vendido de la historia en su categoría.
Ante la queja que Ford Motor Company había presentado en el Tribunal del Distrito de Detroit, el 10 de febrero de 2011 coincidiendo con la primera jornada de test en Jerez, Ferrari renombra su monoplaza a F150th Italia para evitar mayores problemas judiciales.

## Falta de rendimiento
Durante las primeras carreras de la temporada, el 150.º Italia no ha mostrado el rendimiento que se esperaba de él. A pesar de encontrarse terceros en la clasificación provisional al acabar el periplo asiático de principio de temporada, los equipos McLaren y Red Bull Racing se mostraron muy superiores. Tras el Gran Premio de China, que era la fecha máxima para obtener un ritmo aceptable, los directores técnicos se pusieron a trabajar para conseguir resultados. Al descubrir que el fallo se encontraba en un túnel de viento desfasado en las instalaciones de la fábrica en Maranello, se optó por recurrir al del antiguo equipo Toyota Racing, en Colonia. Esto supondría obtener un modelo 150.º Italia "B", que se espera, sea un segundo más rápido que el original.

## Resultados

### Fórmula 1
(Clave) (negrita indica pole position) (cursiva indica vuelta rápida)

| Año  | Motor      | Neu. | N.º | Pilotos         | 1   | 2   | 3   | 4   | 5   | 6   | 7   | 8   | 9   | 10  | 11  | 12  | 13  | 14  | 15  | 16  | 17  | 18  | 19  | Puntos | Pos. |
| ---- | ---------- | ---- | --- | --------------- | --- | --- | --- | --- | --- | --- | --- | --- | --- | --- | --- | --- | --- | --- | --- | --- | --- | --- | --- | ------ | ---- |
| 2011 | 056 2.4 V8 | P    |     |                 | AUS | MYS | CHN | TUR | ESP | MON | CAN | EUR | GBR | GER | HUN | BEL | ITA | SIN | JPN | RCO | IND | ABU | BRA | 375    | 3.º  |
| 2011 | 056 2.4 V8 | P    | 5   | Fernando Alonso | 4   | 6   | 7   | 3   | 5   | 2   | Ret | 2   | 1   | 2   | 3   | 4   | 3   | 4   | 2   | 5   | 3   | 2   | 4   | 375    | 3.º  |
| 2011 | 056 2.4 V8 | P    | 6   | Felipe Massa    | 7   | 5   | 6   | 11  | Ret | Ret | 6   | 5   | 5   | 5   | 6   | 8   | 6   | 9   | 7   | 6   | Ret | 5   | 5   | 375    | 3.º  |